# Giuseppe Battaglini
Giuseppe Battaglini (Napoli, 11 gennaio 1826 – Napoli, 29 aprile 1894) è stato un matematico italiano.

## Biografia
Trascorse l'infanzia presso i nonni a Martina Franca (allora in provincia di Lecce) dove frequentò le scuole elementari, e si laureò in ingegneria a Napoli nel 1848.
Nominato assistente presso l'Osservatorio astronomico di Napoli (presso Capodimonte) ma si dimise poco dopo per non aderire alla petizione promossa dai circoli più conservatori, indirizzata al re Ferdinando II di Borbone, affinché revocasse la Costituzione che lo stesso sovrano aveva dovuto introdurre nel Regno delle Due Sicilie (1848), sul modello di quella sabauda, a seguito delle sommosse scoppiate in quell'anno, soprattutto a Palermo (rivolta del 12 gennaio 1848).
Oltre che uno studioso, fu un personaggio fortemente impegnato nelle battaglie civili. 
Alla fine del 1860, dopo la fine del Regno delle due Sicilie, fu nominato da Giuseppe Garibaldi professore di geometria superiore all'Università di Napoli. Nel 1863 fondò nel capoluogo campano il Giornale di matematiche che, dopo la sua morte, cambiò nome in "Giornale di matematiche di Battaglini". La rivista ebbe un ruolo molto importante per la diffusione delle geometrie non euclidee in Italia. Trasferitosi (1871) ad insegnare all'Università di Roma (1871) di cui fu Rettore (1873-74), tornò ad insegnare a Napoli nel 1885 per motivi di salute.
Tra i suoi allievi più importanti vi sono specialisti di geometria algebrica come Enrico D'Ovidio, Riccardo De Paolis, Ettore Caporali, Domenico Montesano, oltre ad Alfredo Capelli e Giovanni Frattini, tra i maggiori algebristi italiani del periodo. 
Il suo contributo più importante fu lo sviluppo della conoscenza della geometria non euclidea in Italia, che sviluppò sia con propri studi sia attraverso un'intensa attività di relazione con matematici italiani e stranieri. La sua attività di innovatore nel campo della matematica fu osteggiata dalle scuole classiche più tradizionaliste. Peraltro la sua figura si caratterizza come uomo risorgimentale impegnato coerentemente nel campo delle scienze e della vita civile. 
A lui è intitolato l'omonimo liceo scientifico di Taranto e l'asteroide 8155 Battaglini.